# Оренбуржье (волейбольный клуб)
«Оренбуржье» — советский и российский мужской волейбольный клуб из Оренбурга. Основан в 1983 году, ранее носил названия «Нефтяник» (1983—2001, 2012—2024), ТНК-«Оренбург» (2001—2003) и ТНК-BP (2003—2012).

## История
Волейбольная команда «Нефтяник» создана в 1983 году на базе управления технологического транспорта ПО «Оренбургнефть» при поддержке заместителя генерального директора Владимира Калмыкова. Первое время «Нефтяник» участвовал в городских, областных и ведомственных соревнованиях, а достигнутые в них результаты позволили поставить перед командой задачу по выходу на всесоюзную арену. Для её решения на должность главного тренера в 1989 году был приглашён Олег Вениаминович Кашицын, ранее работавший с женскими командами Оренбурга и Ленинграда. В 1991 году «Нефтяник» стал победителем первенства СССР среди коллективов физической культуры в Петропавловске, в 1992 году стартовал во второй лиге чемпионата России, а по итогам сезона-1993/94 добился права играть в первой лиге. С момента своего появления клуб делал ставку на воспитанников спортшкол областного центра, городов и районов Оренбуржья. В 1996 году по инициативе «Нефтяника» в оренбургском училище олимпийского резерва было открыто отделение волейбола, ставшее кузницей талантливых игроков.
В 2000 году «Нефтяник» занял первое место в финальном турнире шести команд высшей лиги «А» и завоевал путёвку в Суперлигу. В сезоне-2000/01, дебютном на высшем уровне, подопечные Олега Кашицына заняли 10-е место на предварительном этапе, а в финальном турнире за 7—12-е места в борьбе за десятую строчку, дававшую право сохранить прописку в Суперлиге, лишь на одно очко опередили красноярский «Дорожник». Основным связующим команды был Андрей Сухолозов, главную ударную силу составляли Евгений Матковский и Марат Имангалиев, лидерами коллектива также являлись нападающие Вячеслав Саврасов и Николай Барашков, центральные блокирующие Сергей Доперт, Александр Кривоногов и Андрей Паршков, либеро Андрей Андропов.
Перед вторым сезоном в Суперлиге состав команды, сменившей название на ТНК-«Оренбург», пополнили опытный связующий сборной Казахстана Александр Горбатков и прежний капитан пермского «Уралсвязьинформа» нападающий Илья Зинкин. В то же время Николай Барашков и Александр Кривоногов продолжили карьеру в болгарском клубе «Лукойл-Нефтохимик» (Бургас). На сей раз оренбуржцы выступили менее удачно, заняв в чемпионате России 11-е, предпоследнее, место и выбыли в высшую лигу «А».
Спустя два года команда была переименована в ТНК-BP (по названию одноимённой нефтяной компании) и в сезоне-2003/04 оказалась близка к решению задачи по возвращению в класс сильнейших, однако заняла в первенстве высшей лиги «А» 3-е место, пропустив в элиту новосибирский «Локомотив» и новоуренгойский «Факел». Последний сезон в Оренбурге проводили лидер сборной Казахстана Марат Имангалиев и Сергей Доперт, в то же время на ведущие роли стали выходить местные воспитанники Георгий Спичёв, Роман Кучукбаев, Алексей Кадочкин, Григорий Степанников, Глеб Кашицын. В октябре 2004 года либеро Глеб Кашицын привлекался в сборную России для участия на чемпионате мира в Джакарте среди игроков ростом ниже 185 см, впоследствии получил известность по выступлениям за «Локомотив-Белогорье» и «Кузбасс».
В условиях смены поколений результаты уральцев пошли на спад и в 2006 году команда оказалась в третьем эшелоне российского чемпионата — высшей лиге «Б». В том же году Олег Кашицын занял пост вице-президента клуба, а его многолетний помощник Владимир Викторович Терентьев был назначен главным тренером ТНК-BP. Спустя два сезона команда вернулась в высшую лигу «А» и стала постепенно отвоёвывать утраченные позиции. В 2008 году в Оренбург были приглашены опытные доигровщики Алексей Устиненко и Андрей Борозинец, впоследствии клуб, продолжая делать ставку на собственных воспитанников, ограничивался точечным усилением отдельных позиций. Через ТНК-BP прошли такие известные российские игроки как Александр Березин, Андрей Нырцов и Сергей Гаштольд, а также украинский связующий Сергей Щавинский, болгарский центральный Красимир Гайдарски, сербский доигровщик Горан Белица.
В 2012 году в состав оренбургской команды, вновь получившей название «Нефтяник», вернулся Глеб Кашицын, ещё одним новичком стал чемпион Молодёжной лиги, связующий «Белогорья» Юрий Тютин. В начале сезона-2012/13 оренбуржцы успешно выступили в Кубке России, сумев пробиться в полуфинальный этап, а в начавшемся вскоре чемпионате страны заявили о себе как о претендентах на повышение в классе. После 18-го тура нефтяники занимали первую строчку в турнирной таблице высшей лиги «А», однако поражения в заключительных матчах сезона от непосредственных конкурентов в итоге отбросили команду на 5-е место.
По окончании чемпионата в составе «Нефтяника» произошли значительные изменения: ушли связующие Александр Мжельский и Юрий Тютин, доигровщики Андрей Нырцов, Андрей Борозинец и Альберт Строев, диагональный Виталий Васильев, а новобранцами коллектива стали Денис Игнатьев, Роман Егоров, Евгений Хрищук, Артём Степанов и Михаил Бекетов. Подопечные Владимира Терентьева на протяжении всего сезона-2013/14 находились среди лидеров высшей лиги «А», а во втором круге одержали победы в 20 из 22 матчей, что всё же не позволило догнать ушедшую далеко вперёд «Югру-Самотлор», но обеспечило второе место и участие в переходном турнире. Он начинался для «Нефтяника» матчем против «Ярославича», в первой партии которого оренбуржцы сумели отыграться со счёта 14:24, сделав 11 брейков на подачах Михаила Бекетова, а во втором и третьем сетах не оставили сопернику шансов. В дальнейшем «Нефтяник» одержал ещё две победы и занял 2-е место, означавшее для команды возвращение в Суперлигу.
Перед стартом в элитном дивизионе ряды «Нефтяника» усилили несколько игроков, однако из-за финансовых проблем по ходу сезона с двумя из них — Александром Богомоловым и болгарином Георгием Братоевым, лучшим связующим олимпийского турнира в Лондоне-2012 — клубу пришлось расстаться. Покинул команду и второй легионер — Горан Белица. И всё же опыт Михаила Бекетова, Антона Асташенкова, Андрея Титича, Владимира Иванова, дозаявленного вместо Братоева Павла Зайцева и старание воспитанников клуба Никиты Козлова, Александра Авдеева, Георгия Спичёва, Глеба Кашицына, Виталия Васильева обеспечили «Нефтянику» в сезоне-2014/15 успешное выполнение главной задачи по сохранению прописки в Суперлиге.
В сезоне-2015/16 новым связующим «Нефтяника» стал перешедший из краснодарского «Динамо» Денис Игнатьев, а основную нагрузку в нападении после ухода из команды Михаила Бекетова и Андрея Титича выдержали наряду с капитаном команды Никитой Козловым бывшие в прошлом сезоне на вторых ролях диагональный Виталий Васильев и доигровщик Владимир Иванов. Подопечные Владимира Терентьева заняли 12-е место в чемпионате России, отметившись победами (первыми в своей истории) над такими именитыми соперниками как «Белогорье» и московское «Динамо». Практически в том же составе команда провела и следующий чемпионат, по ходу которого смогла выиграть только два матча и потеряла прописку в Суперлиге. При этом до последнего тура оренбуржцы сохраняли шанс на участие в переходном турнире и едва не сотворили сенсацию в поединке с казанским «Зенитом», но, показав свой лучший волейбол, уступили сильнейшей команде России со счётом 2:3.
В связи с понижением команды в классе летом 2018 года из «Нефтяника» ушли Виталий Васильев, Владимир Иванов и оба связующих — Денис Игнатьев и Роман Егоров. Начало сезона в высшей лиге «А» у оренбуржцев не задалось и 4 декабря 2017 года решением губернатора Юрия Берга директор клуба Олег Кашицын и главный тренер Владимир Терентьев были отправлены в отставку. Новым наставником команды стал Владимир Викулов из расформированного «Прикамья», а должность директора занял Виталий Бухвалов. «Нефтяник» завершил сезон на пятом месте. Спустя год команда финишировала на второй позиции, но в переходных матчах за право выступать в Суперлиге уступила «Югре-Самотлору». В сезоне-2019/20, не завершённом из-за распространения COVID-19, оренбуржцы вновь заняли второе место, но по решению Президиума Всероссийской федерации волейбола команда была принята в Суперлигу.
27 ноября 2024 года решением руководства Оренбургской области и наблюдательного совета клуба команда «Нефтяник» была переименована в «Оренбуржье».

## Выступления в чемпионате России
| Сезон   | Лига                  | Место | И  | В  | П  | С/П    | Главный тренер                       |
| ------- | --------------------- | ----- | -- | -- | -- | ------ | ------------------------------------ |
| 1992/93 | Вторая лига (III)     | 7-е   |    |    |    |        | Олег Кашицын                         |
| 1993/94 | Вторая лига (III)     | 1-е   |    |    |    |        | Олег Кашицын                         |
| 1994/95 | Первая лига (II)      | 10-е  |    |    |    |        | Олег Кашицын                         |
| 1995/96 | Высшая лига (II)      | 10-е  |    |    |    |        | Олег Кашицын                         |
| 1996/97 | Высшая лига (II)      | 12-е  |    |    |    |        | Олег Кашицын                         |
| 1997/98 | Высшая лига (III)     | 2-е   | 42 | 28 | 14 | 98:53  | Олег Кашицын                         |
| 1998/99 | Суперлига «Б» (II)    | 5-е   | 30 | 13 | 17 | 54:65  | Олег Кашицын                         |
| 1999/00 | Высшая лига «А» (II)  | 1-е   | 42 | 31 | 11 | 104:57 | Олег Кашицын                         |
| 2000/01 | Суперлига (I)         | 10-е  | 42 | 15 | 27 | 68:99  | Олег Кашицын                         |
| 2001/02 | Суперлига (I)         | 11-е  | 42 | 12 | 32 | 60:105 | Олег Кашицын                         |
| 2002/03 | Высшая лига «А» (II)  | 7-е   | 42 | 25 | 17 | 88:75  | Олег Кашицын                         |
| 2003/04 | Высшая лига «А» (II)  | 3-е   | 36 | 21 | 15 | 75:57  | Олег Кашицын                         |
| 2004/05 | Высшая лига «А» (II)  | 8-е   | 44 | 17 | 27 | 71:96  | Олег Кашицын                         |
| 2005/06 | Высшая лига «А» (II)  | 11-е  | 44 | 10 | 34 | 57:116 | Олег Кашицын                         |
| 2006/07 | Высшая лига «Б» (III) | 3-е   | 47 | 29 | 18 | 102:76 | Владимир Терентьев                   |
| 2007/08 | Высшая лига «Б» (III) | 2-е   | 47 | 31 | 16 | 103:72 | Владимир Терентьев                   |
| 2008/09 | Высшая лига «А» (II)  | 11-е  | 48 | 16 | 32 | 75:112 | Владимир Терентьев                   |
| 2009/10 | Высшая лига «А» (II)  | 7-е   | 44 | 19 | 25 | 70:86  | Владимир Терентьев                   |
| 2010/11 | Высшая лига «А» (II)  | 8-е   | 44 | 19 | 25 | 77:90  | Владимир Терентьев                   |
| 2011/12 | Высшая лига «А» (II)  | 6-е   | 44 | 22 | 22 | 91:85  | Владимир Терентьев                   |
| 2012/13 | Высшая лига «А» (II)  | 5-е   | 44 | 29 | 15 | 99:63  | Владимир Терентьев                   |
| 2013/14 | Высшая лига «А» (II)  | 2-е   | 44 | 34 | 10 | 110:48 | Владимир Терентьев                   |
| 2013/14 | Переходный турнир     | 2-е   | 6  | 3  | 3  | 11:10  | Владимир Терентьев                   |
| 2014/15 | Суперлига (I)         | 11-е  | 36 | 12 | 24 | 53:83  | Владимир Терентьев                   |
| 2015/16 | Суперлига (I)         | 12-е  | 26 | 8  | 18 | 32:66  | Владимир Терентьев                   |
| 2016/17 | Суперлига (I)         | 14-е  | 26 | 2  | 24 | 28:74  | Владимир Терентьев                   |
| 2017/18 | Высшая лига «А» (II)  | 5-е   | 40 | 20 | 20 | 76:73  | Владимир Терентьев, Владимир Викулов |
| 2018/19 | Высшая лига «А» (II)  | 2-е   | 48 | 37 | 11 | 118:61 | Владимир Викулов                     |
| 2018/19 | Переходный турнир     | 2-е   | 3  | 0  | 3  | 2:9    | Владимир Викулов                     |
| 2019/20 | Высшая лига «А» (II)  | 2-е   | 26 | 23 | 3  | 70:25  | Владимир Викулов                     |
| 2020/21 | Суперлига (I)         | 13-е  | 32 | 8  | 24 | 41:83  | Владимир Викулов                     |
| 2021/22 | Суперлига (I)         | 14-е  | 32 | 2  | 30 | 26:94  | Владимир Викулов                     |
| 2022/23 | Суперлига (I)         | 13-е  | 36 | 11 | 25 | 43:88  | Алексей Рудаков                      |
| 2023/24 | Суперлига (I)         | 14-е  | 36 | 10 | 26 | 51:85  | Павел Борщ                           |
| 2024/25 | Суперлига (I)         | 13-е  | 28 | 6  | 22 | 31:71  | Павел Борщ                           |

## Сезон-2024/25

### Переходы
- Пришли: связующие Чеслав Свентицкис («Динамо») и Кирилл Чекмизов («Белогорье»), диагональный Михаил Хлякин («Академия-Казань»), доигровщик Александр Коченов («Автомобилист»), центральные блокирующие Артём Александров («Белогорье») и Алексей Сафонов («Зенит» Санкт-Петербург).
- Ушли: связующие Роман Жось («Белогорье») и Игорь Коваликов, диагональные Егор Сиденко (оба — «Кузбасс») и Денис Земчёнок («Шабаб Аль-Ахли», ОАЭ), доигровщик Дмитрий Макаренко (АСК), центральные блокирующие Кирилл Кранин («Шахтёр», Белоруссия) и Александр Ткачёв («Кузбасс»).
- Дозаявлен доигровщик Макар Бестужев (МГТУ).

### Состав команды
| №                       | Имя                     | Год рождения            | Рост                    |                         |                         |
| Центральные блокирующие | Центральные блокирующие | Центральные блокирующие | Центральные блокирующие | Центральные блокирующие | Центральные блокирующие |
| ----------------------- | ----------------------- | ----------------------- | ----------------------- | ----------------------- | ----------------------- |
| 4                       | Артём Александров       | 2006                    | 204                     |                         |                         |
| 5                       | Максим Зинченко         | 2005                    | 205                     |                         |                         |
| 7                       | Алексей Сафонов         | 1989                    | 205                     |                         |                         |
| 10                      | Антон Андреев           | 1987                    | 203                     |                         |                         |
| Связующие               |                         |                         |                         |                         |                         |
| 1                       | Кирилл Чекмизов         | 2005                    | 205                     |                         |                         |
| 13                      | Чеслав Свентицкис       | 1993                    | 208                     |                         |                         |
| Диагональные            |                         |                         |                         |                         |                         |
| 16                      | Ильнур Рахматуллин      | 1997                    | 200                     |                         |                         |
| 21                      | Михаил Хлякин           | 2004                    | 202                     |                         |                         |

| №                                                  | Имя               | Год рождения | Рост        |             |             |
| Доигровщики                                        | Доигровщики       | Доигровщики  | Доигровщики | Доигровщики | Доигровщики |
| -------------------------------------------------- | ----------------- | ------------ | ----------- | ----------- | ----------- |
| 2                                                  | Кирилл Уразов     | 2004         | 198         |             |             |
| 9                                                  | Илья Сподобец     | 1997         | 202         |             |             |
| 11                                                 | Макар Бестужев    | 1987         | 194         |             |             |
| 17                                                 | Сергей Панов      | 1993         | 196         |             |             |
| 18                                                 | Александр Коченов | 2006         | 204         |             |             |
| 23                                                 | Дмитрий Кудряшов  | 2001         | 197         |             |             |
| Либеро                                             |                   |              |             |             |             |
| 14                                                 | Максим Максименко | 1994         | 189         |             |             |
| 22                                                 | Александр Моисеев | 1995         | 188         |             |             |
| Главный тренер — Павел Борщ Тренер — Антон Вольвич |                   |              |             |             |             |

## Арена
Домашние матчи «Оренбуржье» проводит в спортивном комплексе «Олимпийский» (Новая улица, 17). Вместимость трибун — 1500 зрителей.